# Cercle de Bafoulabé
Le cercle de Bafoulabé est une collectivité territoriale malienne dans la région de Kayes.

## Histoire
Le cercle de Bafoulabé est le premier cercle créé au Mali, en 1887. Lors de la réforme administrative de la République Soudanaise en 1960, Bafoulabé est instaurée comme le chef-lieu de l'un des quatre cercles de la région de Kayes.
Il est peuplé essentiellement de Malinkés, et de Khassonkés.
Fily Dabo Sissoko est originaire du cercle de Bafoulabé.

## Subdivisions
Avant 2023, le cercle compte treize communes : Bafoulabé, Bamafélé, Diokéli, Gounfan, Koundian, Mahina, Niambia, Diakon, Diallan, Kontéla, Sidibéla, Tomora et Oualia.
Depuis 2023, le cercle codé en 0102, est composé de 5 arrondissements, 8 communes et 201 villages, fractions et quartiers VFQ.
| Code   | Arrondissement                      |
| ------ | ----------------------------------- |
| 010201 | Arrondissement central de Bafoulabé |
| 010202 | Arrondissement de Bamafélé          |
| 010203 | Arrondissement de Koundian          |
| 010204 | Arrondissement de Mahina            |
| 010205 | Arrondissement de Oualia            |

| Code     | Commune   | Chef-lieu | VFQ | Superficie (km2) |
| -------- | --------- | --------- | --- | ---------------- |
| 01020101 | Bafoulabé | Bafoulabé | 32  | 1311             |
| 01020201 | Bamafélé  | Bamafélé  | 25  | 1703             |
| 01020202 | Diokéli   | Diokéli   | 20  | 414              |
| 01020301 | Koundian  | Koundian  | 31  | 2038             |
| 01020401 | Mahina    | Mahina    | 26  | 2181             |
| 01020402 | Gounfan   | Gounfan   | 12  | 686              |
| 01020403 | Niambia   | Horokoto  | 17  | 1108             |
| 01020501 | Oualia    | Oualia    | 38  | 3182             |